# Wolodymyr Samijlenko

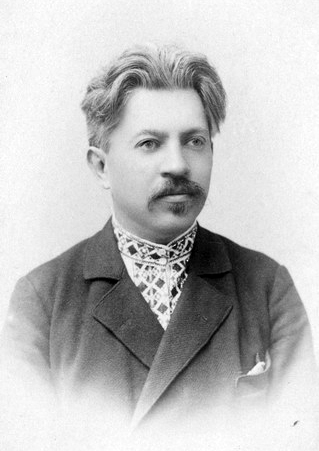
Wolodymyr Samijlenko im ersten Viertel des 20. Jahrhunderts

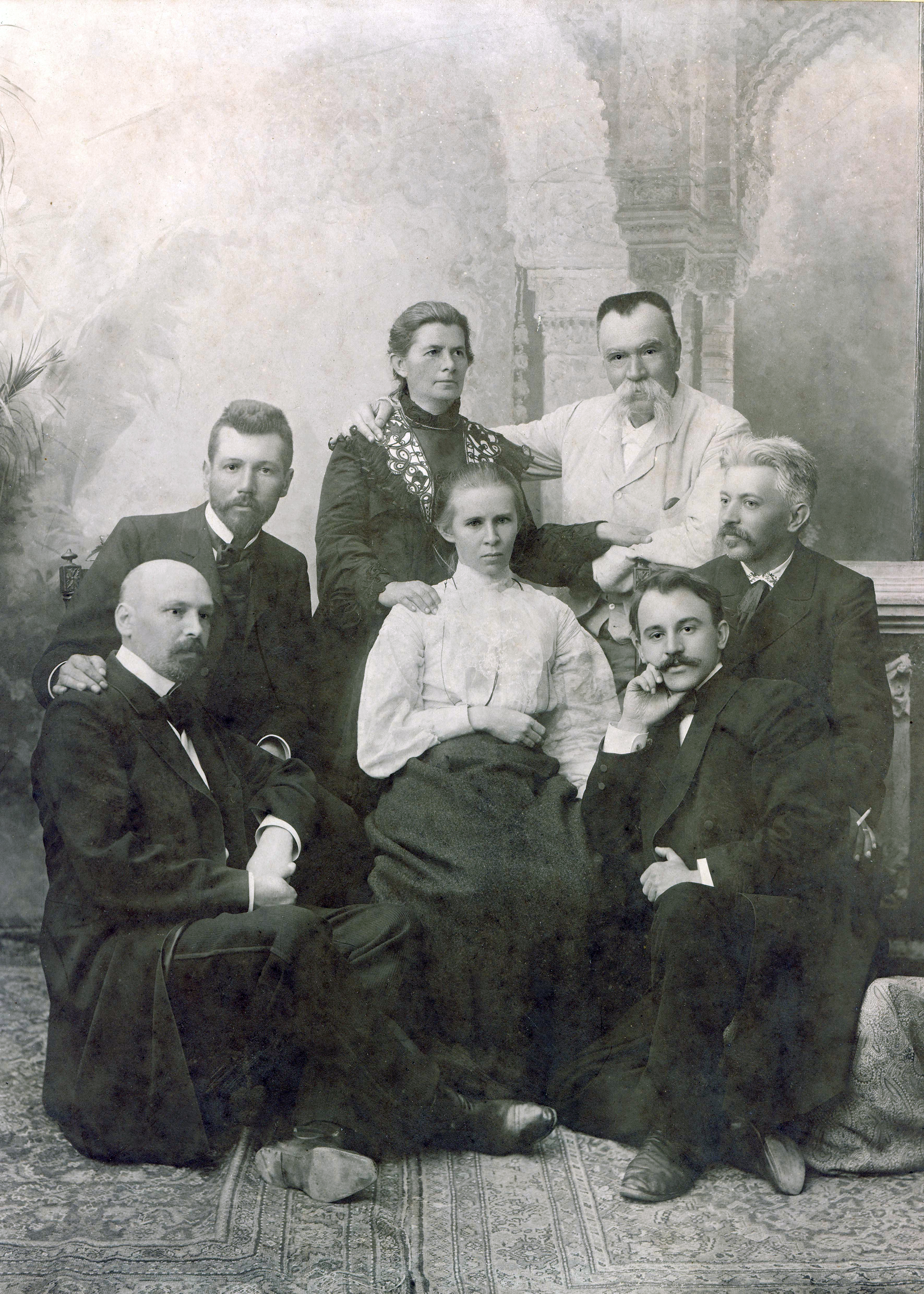
Gruppenbild bei Eröffnung eines Denkmals für Iwan Kotljarewskyj in Poltawa 1903. Von links nach rechts: Mychajlo Kozjubynskyj, Wassyl Stefanyk, Olena Ptschilka, Lessja Ukrajinka, Mychajlo Staryzkyj, Hnat Chotkewytsch, Wolodymyr Samijlenko

Wolodymyr Iwanowytsch Samijlenko (ukrainisch Володимир Іванович Самійленко; * 22. Januarjul. / 3. Februar 1864greg. in Welyki Sorotschynzi, Gouvernement Poltawa, Russisches Kaiserreich; † 12. August 1925 in Bojarka bei Kiew, Ukrainische SSR) war ein ukrainischer Dichter, Dramatiker und Übersetzer.

## Leben
Wolodymyr Samijlenko besuchte das Gymnasium in Poltawa. Während seines Studiums zwischen 1884 und 1890 an der historisch-philologischen Fakultät der Universität Kiew veröffentlichte er bereits erste Gedichte und reiste nach Galizien und in die Bukowina, wo er Bekanntschaft mit Iwan Franko schloss. Nach dem Studium arbeitete er als Angestellter in Kiew, Jekaterinoslaw und Myrhorod. Von 1905 an war er für die Zeitungen „Gromadska Dumka“, „Rada“ und „Hornet“ in Kiew und anschließend bis 1917 als Notar in Dobrjanka tätig.
Nach Gründung der Ukrainischen Volksrepublik arbeitete er in den Ministerien für Bildung und Finanzen und emigrierte nach deren Ende ins polnisch besetzte Galizien. 1924 kehrte nach Kiew zurück, jedoch hatte seine Gesundheit während des Bürgerkriegs derart gelitten, dass er im Jahr darauf nahe Kiew starb.
Neben Lyrik und Theaterstücken schrieb er Satire und übersetzte zahlreiche klassische Stücke wie Homers Ilias und die Göttliche Komödie von Dante ins Ukrainische.
1926 wurden in Kiew „Ausgewählte Werke“ aus Samijlenkos Autobiografie und 1958 seine „Werke in zwei Bänden“ veröffentlicht.